# Фукстурм

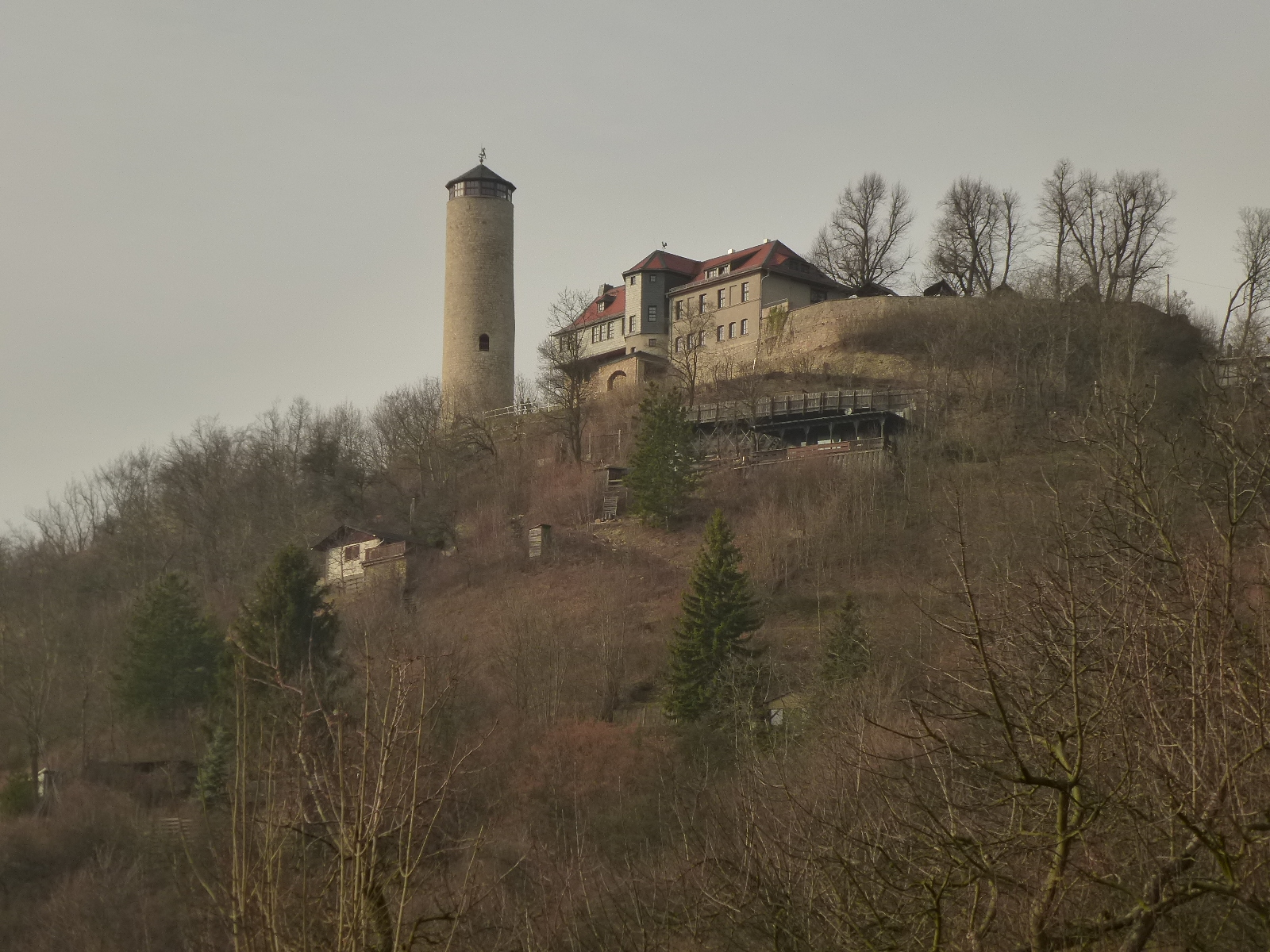
Фукстурм, вид из Цигенхайна

Фу́ксту́рм (нем. Fuchsturm) — башня на горе Хаусберг в Йене, единственная сохранившаяся часть веттиновской крепости «новый Кирхберг», впервые упомянутой в 1121 г. Крепость была покинута около 1477, в 1584 оставшаяся от неё башня была объявлена памятником. Название «Фукстурм» впервые встречается в 1672 г.

## Архитектурные данные
Высота башни (без надстройки) составляет 21,7 метра; диаметр внизу — 22,2; максимальная толщина стен — 2,3; окно (бывший вход) находится на высоте 8,3 метра. Современная винтовая лестница состоит из 115 ступенек. Платформа башни находится на 258 метров выше уровня реки в городе. Две пушки около кафе отлиты в 1886 г.

## Количество крепостей
Долгое время считалось, что на горе Хаусберг в средневековье находилось три крепости. Новейшие раскопки (Matthias Rupp, 1995) показали, что их в действительности было четыре. Трудность представляет соотнесение известных названий этих крепостей с остатками четырёх укреплений, находящихся в непосредственной близости друг от друга. Эти укрепления, расположенные в одной линии на хребте горы, нумеруются от 1 до 4 в направлении с востока на запад, то есть от Бюргеля к Йене. Долгое время считалось, что укрепление 2, к которому относится башня Фукстурм, является упомянутой в 937 г. оттонской королевской крепостью Кирхберг. Теперь это опровергнуто. Если смотреть от Йены в сторону Бюргеля, то крепости назывались: Грайфенберг — «старый Кирхберг» — «новый Кирхберг» — Винтберг.

## Древнейшие находки
На горе Хаусберг были найдены различные древние артефакты. Среди них кусок каменной мотыги, относящийся, вероятно, к раннему неолиту, а также каменный топор и различные керамические осколки, говорящие о заселении этой горы людьми в конце бронзового, начале железного века.

## Краткая история четырёх крепостей на Хаусберге

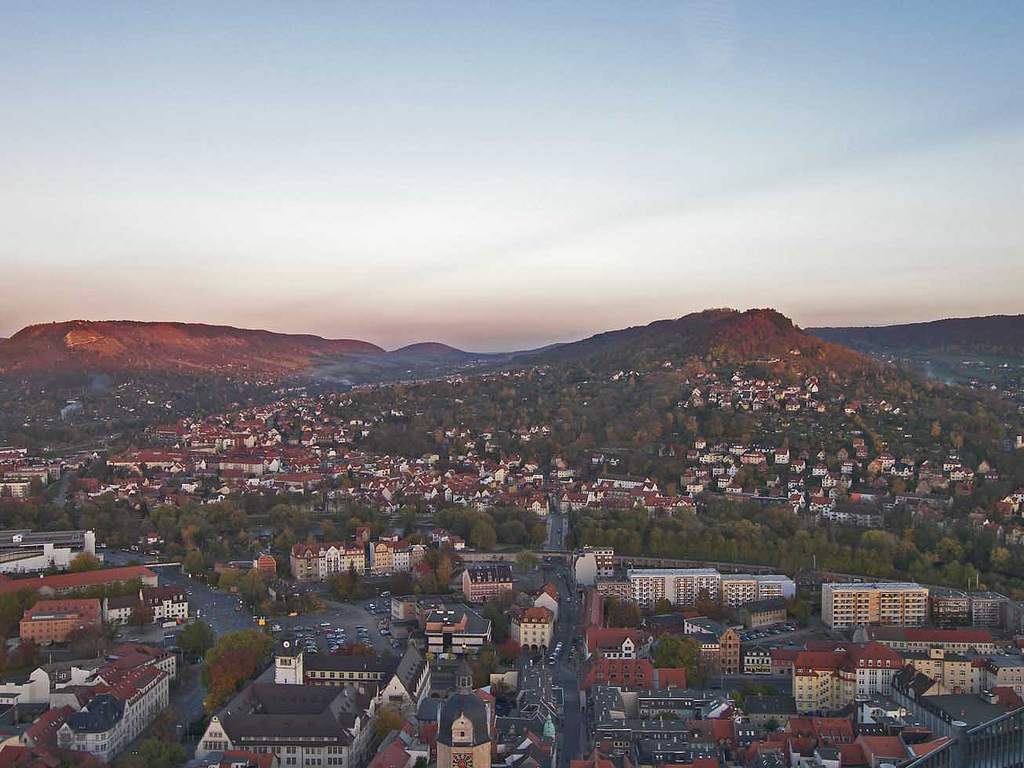
гора Хаусберг у Йены (справа)

В начале 900-х строится королевская крепость «старый Кирхберг» — первая королевская крепость восточнее Заале. Возле неё где-то в 1100 г. возникает веттиновская крепость «новый Кирхберг». В 1156 г. первый раз упоминается крепость Грайфенберг; в начале 1200-х королевский служащий, бургграф из «старого Кирхберга» строит четвёртую, самую восточную крепость — Винтберг. В 1257 г. во владение бургграфа переходит Грайфенберг — в его руках теперь три крепости. В 1304 г. «старый Кирхберг» и Винтберг разрушаются; последний после этого восстанавливается, а древняя королевская крепость остаётся руиной. Крепость Веттинов стоит между двух крепостей бургграфа, который после поражения 1304 г. становится его вассалом и до 1350 г. теряет эти две крепости в пользу своего господина. Грайфенберг приходит в запустение за ненужностью, Винтберг становится центром одноимённого управления. Примерно в 1477 г. управление переносится в Йену, Винтберг разрушается за ненужностью, а «новый Кирхберг» покидается или, возможно, тоже разрушается.

## Укрепление 1 — Винтберг

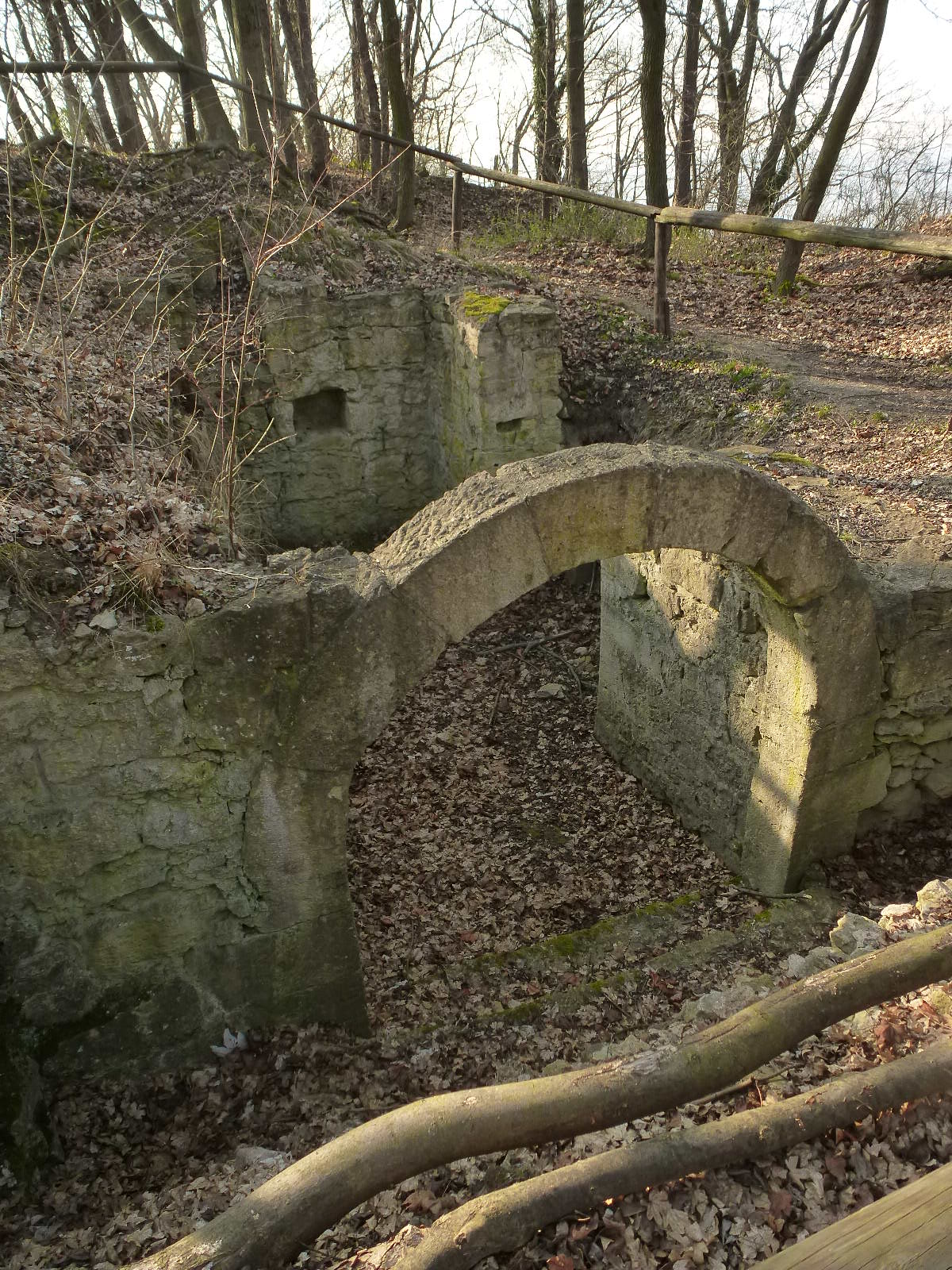
расокопанный в 1923—1926 гг. подвал крепости Винтберг

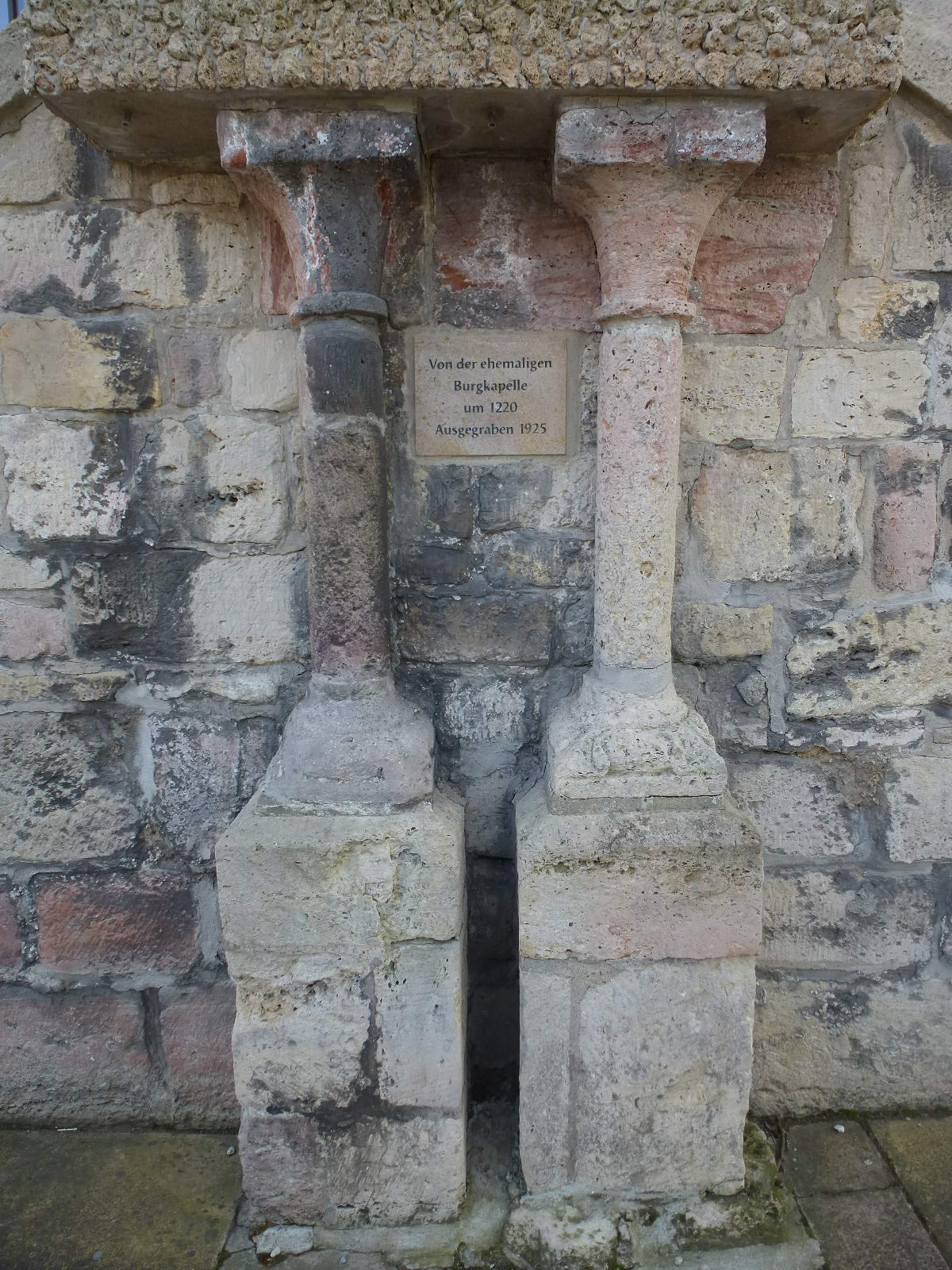
колонны, сохранившиеся от крепости Винтберг, сейчас вмонтированы в стену кафе у Фукстурма

Это самое восточное и самое позднее из четырёх укреплений, на его территории сейчас выставлены памятные камни различных союзов. Впервые официально это место исследовали в 1757 году, спустившись в найденный в земле туннель. В 1923-26 гг. руины крепости и сохранившегося до сих пор подвала были пиратски использованы как каменоломня для строящегося невдалеке кафе. Найденные тогда две колонны позднероманского стиля были укреплены в северной стене кафе у Фукстурма. Тогда же были найдены каменные ядра от катапульты, которыми крепость была разрушена в 1304 г. Ядра были также найдены в укрепелнии 2. В начале 1930-х новые дилетантские раскопки выявили фундамент крепостной башни, причём найденные артефакты всегда выкидывались как не представляющие интереса. В 1936 г. во время подготовки места для установления памятного камня для различных союзов (Weihestätte des Bundes der Thür. Berg- Burg u. Wald-Gemeinden) неровности почвы в западной части крепости были «выровнены», то есть уничтожены остатки стен от укрепления в этом месте. Лишь в 1968 г. вся округа четырёх (тогда трёх) крепостей была объявлена археологическим памятником. Тем не менее, в 1992 г. сын владельца кафе стал копать на территории крепости и нашёл остаток каменной колонны. Это послужило тому, что тюрингская служба археологических памятников в 1995 поручила первые научные раскопки йенскому городскому археологу Маттиасу Руппу. В укрепелнии 1 они выявили множество керамических осколков, металлических изделий и костей домашних животных.
Принимая во внимание археологические находки и письменные источники, эта крепость называлась Винтберг и была построена бургграфами из рода Кирхберг примерно в 1200 и впервые упомянута в 1279 г. Примерно в 1250 г. в ней была построена небольшая капелла. Крепость была разрушена в 1304 (см. укрепление 3), но вскоре снова восстановлена; в 1358 г. перешла во владение Веттинов, которые тем самым стали владеть всеми тремя оставшимися на Хаусберге крепостями. Поскольку Грайфенберг (укрепелние 1) пришёл в середине 14 века в запустенье, Винтберг остался второй действующей крепостью. Примерно в 1420-х она превратилась в одноимённое управление (Amt) зарождающегося государства Веттинов. К этому управлению относились деревни Венигенйена, Родигаст, Цигенхайн, Йенаприсниц, Камсдорф и Вогау. К компетенции управлений относились судебная власть, сбор налогов и управление «государственным» имуществом. Другими ближайшими к Винтбергу управлениями Веттинов были Йена, Бургау, Лобдебург и Кала. Примерно в 1477 г. управление Винтберг было поглощено растущим управлением Йена, которое тогда же было объединено с управлением Бургау. Крепость утратила своё значение и была не только покинута, но и разрушена, о чём говорит факт, что в 1484 г. её руины вместе с руинами старого Кирхберга и Грайфенберга были сданы в аренду одному жителю Цигенхайна за годовую плату в шесть гульденов. Сейчас от крепости сохранился только каменный подвал.

## Укрепление 2 — новая крепость Кирхберг и Фукстурм

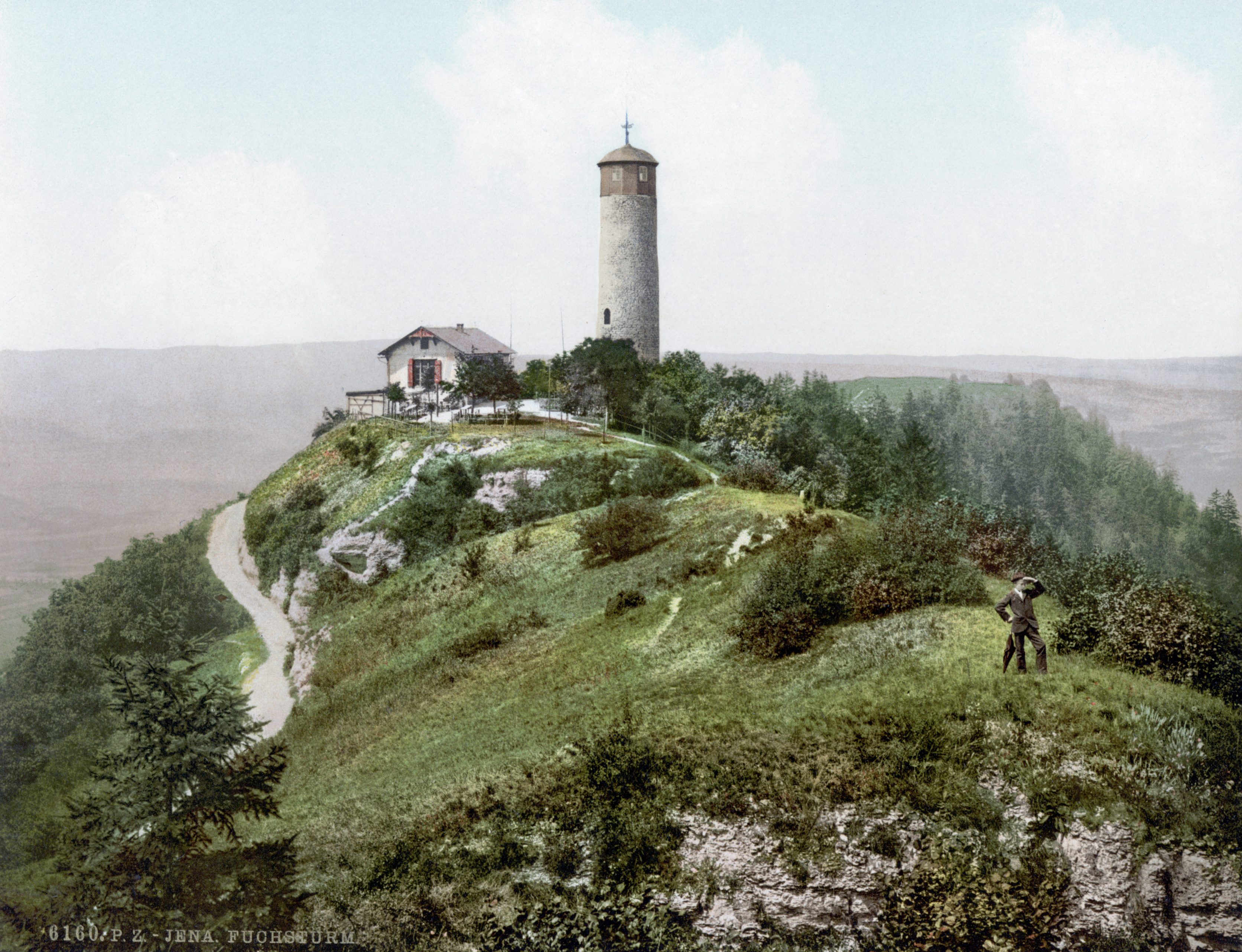
Фукстурм, фотография сделана в 1890—1905 гг.

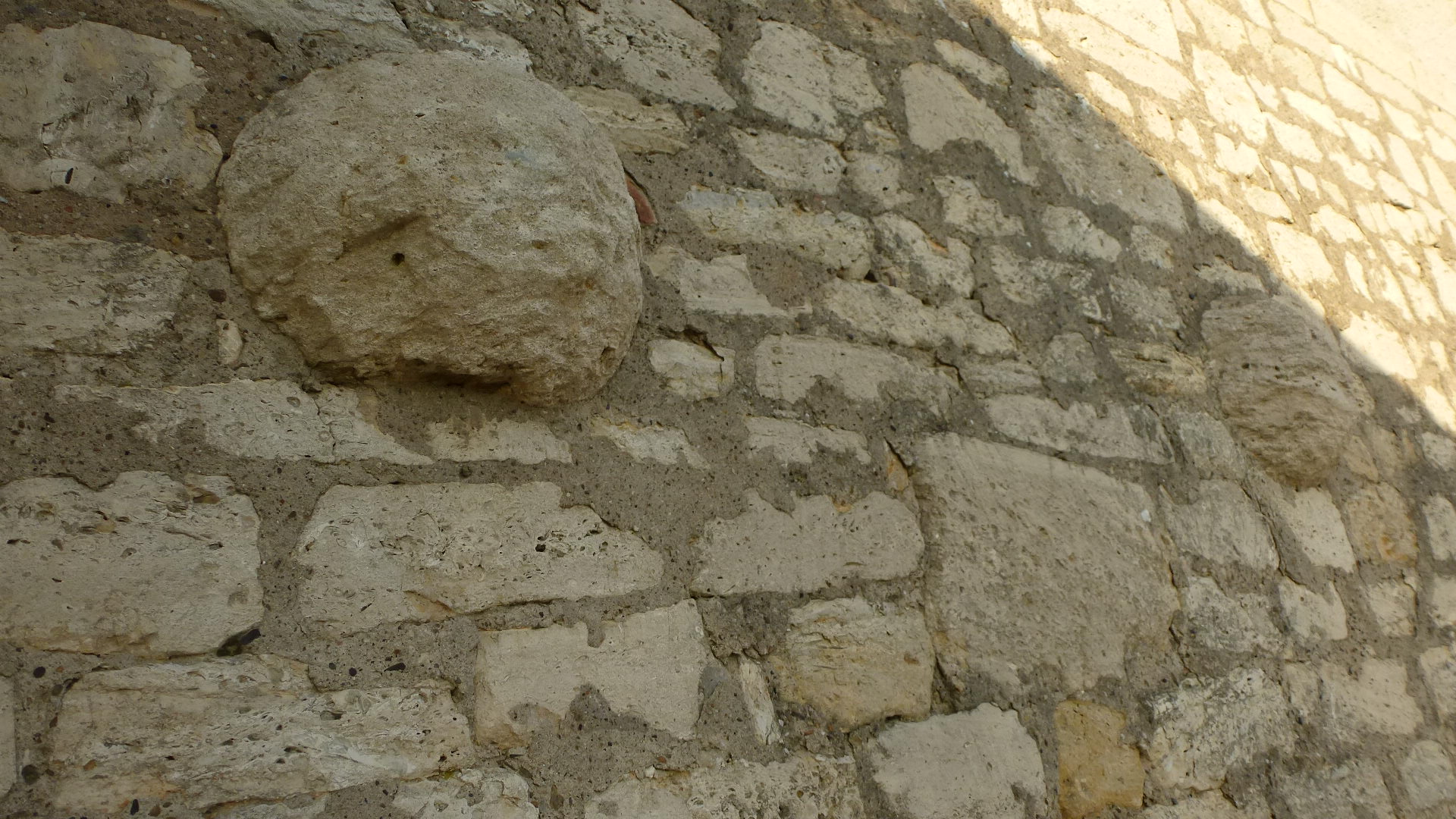
ядра катапульты, вмонтированные в южную стену кафе у Фукстурма, найденные у этой крепости в 1868-74 гг.

Примерно в 1100 году на Хаусберге была построена вторая крепость, восточнее королевской крепости (укрепление 3). От неё до нас сохранилась башня — Фукстурм. Первый раз крепость упоминается в 1121 году как «новый Кирхберг», когда майсеновский маркграф из рода Веттинов заточил в ней и держал до конца 1123 г. своего родственника, с которым не поделил владения. Эта крепость, находясь в руках очень влиятельного рода Веттинов, которые до 1918 играли в истории Германии большую роль (маркграфы, ландграфы, курфюрсты и короли Саксонии), сохранилась дольше всех четырёх крепостей Хаусберга; Фукстурм стоит до сих пор. Во время войны 1304 г. (см. укрепление 3) она не была разрушена, и в ней жили, как показывают археологические находки (Rupp 1995), примерно до 1477 г., после чего она была либо покинута, либо разрушена. По непонятной причине она едва ли упоминается в письменных источниках и совершенно исчезает из них в 14-15 веках.
В 1784 г. йенский профессор математики и физики построил на Фукстурме первую деревянную надстройку с крышей и проложил внутри башни винтовую лестницу. В средневековье башня была некрытой. В начале 1800-х башня находилась в запустенье, в 1836 она получает новую надстройку. В 1883 и 1905 в башню ударяет молния, надстройка сгорает. Когда нацисты хотели в июле 1944 г. взорвать Фукстурм, то в ней заперлись двое горожан и тем самым предотвратили взрыв. Одним из них был Отто Вагнер, первый мэр города после войны.
В 1868-74 гг. около Фукстурма был построен дом, во время работ над которым было найдено много средневековых изделий, в том числе и 6 каменных ядер от катапульты, которые были укреплены в южной стене этого дома, где они и находятся до сих пор. На постройку его пошли камни от крепости, причём множество ценных археологических находок было выкинуто или замуровано в стены. В 1923-28 гг. этот дом стали расширять, на что пошли камни, снова пиратски добытые из укреплений 1 и 2, причём опять большое количество средневековых артефактов было уничтожено. Во время строительства туалета в 1970 г. были найдены остаток северной стены крепости и различные артефакты, которые теперь выставлены на обозрение в доме у Фукстурма.

## Укрепление 3 — старая крепость Кирхберг

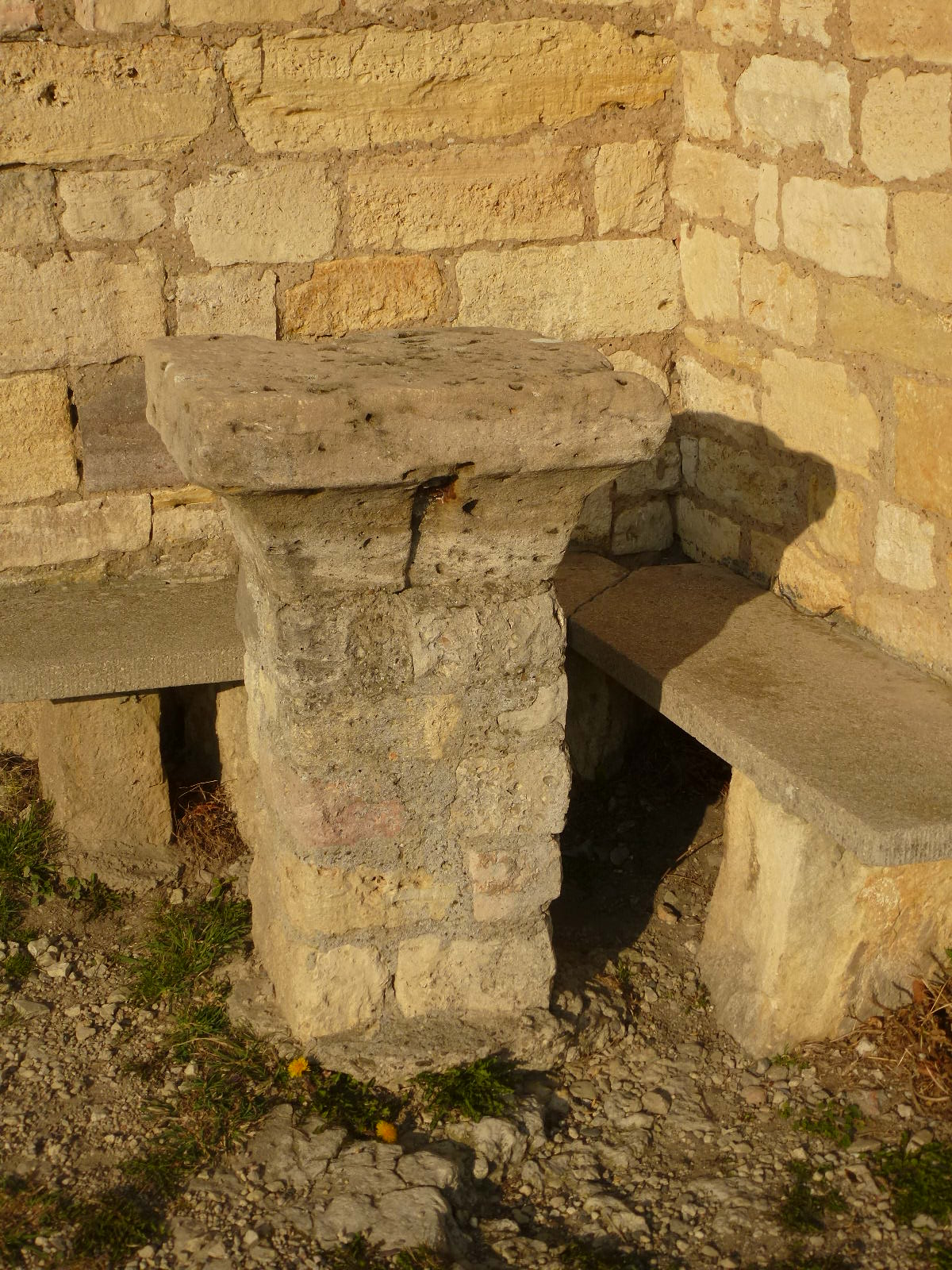
Капитель, сохранившаяся от крепости «старый Кирхберг»

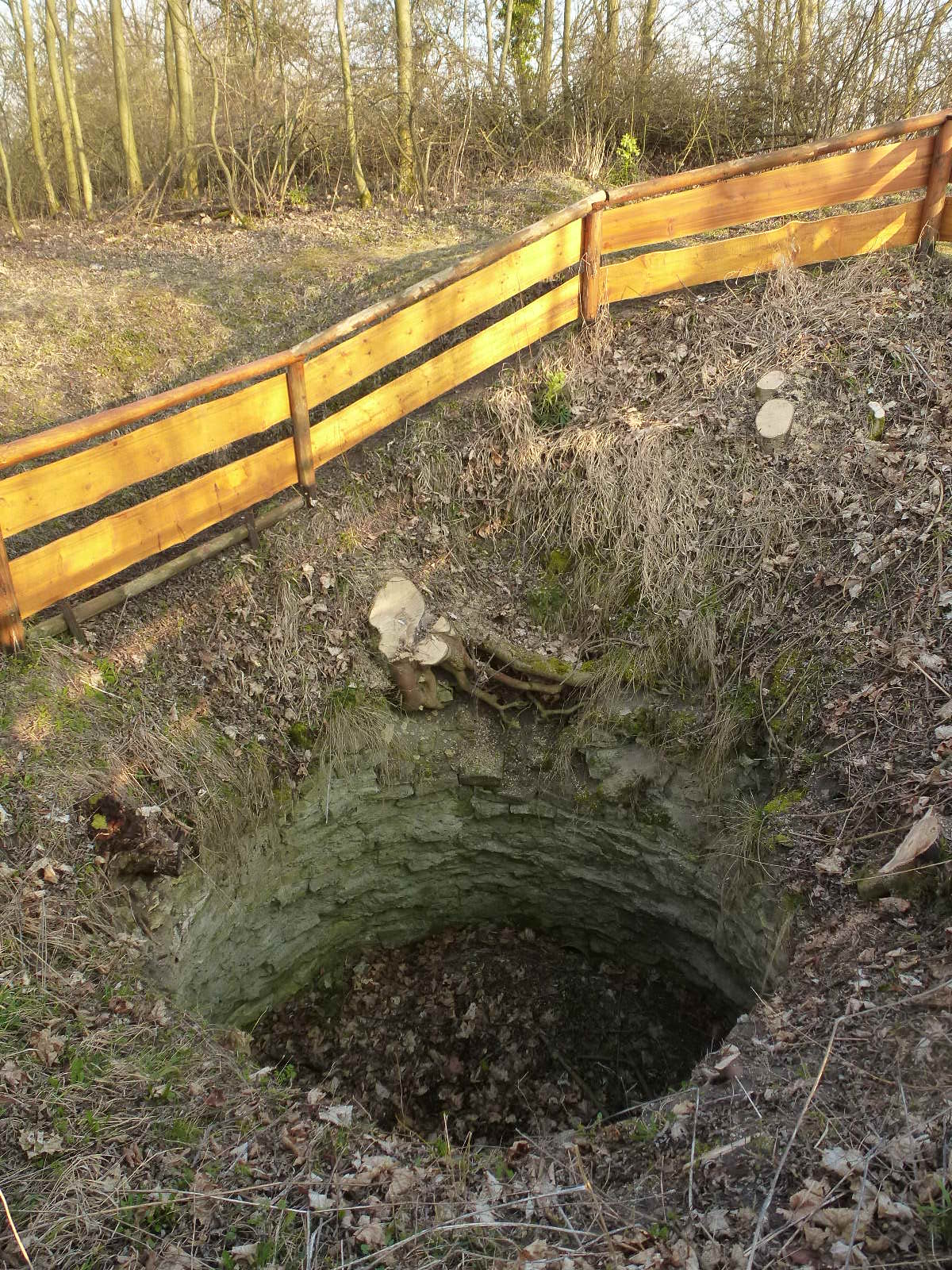
каменная цистерна, сохранившаяся от крепости «старый Кирхберг»

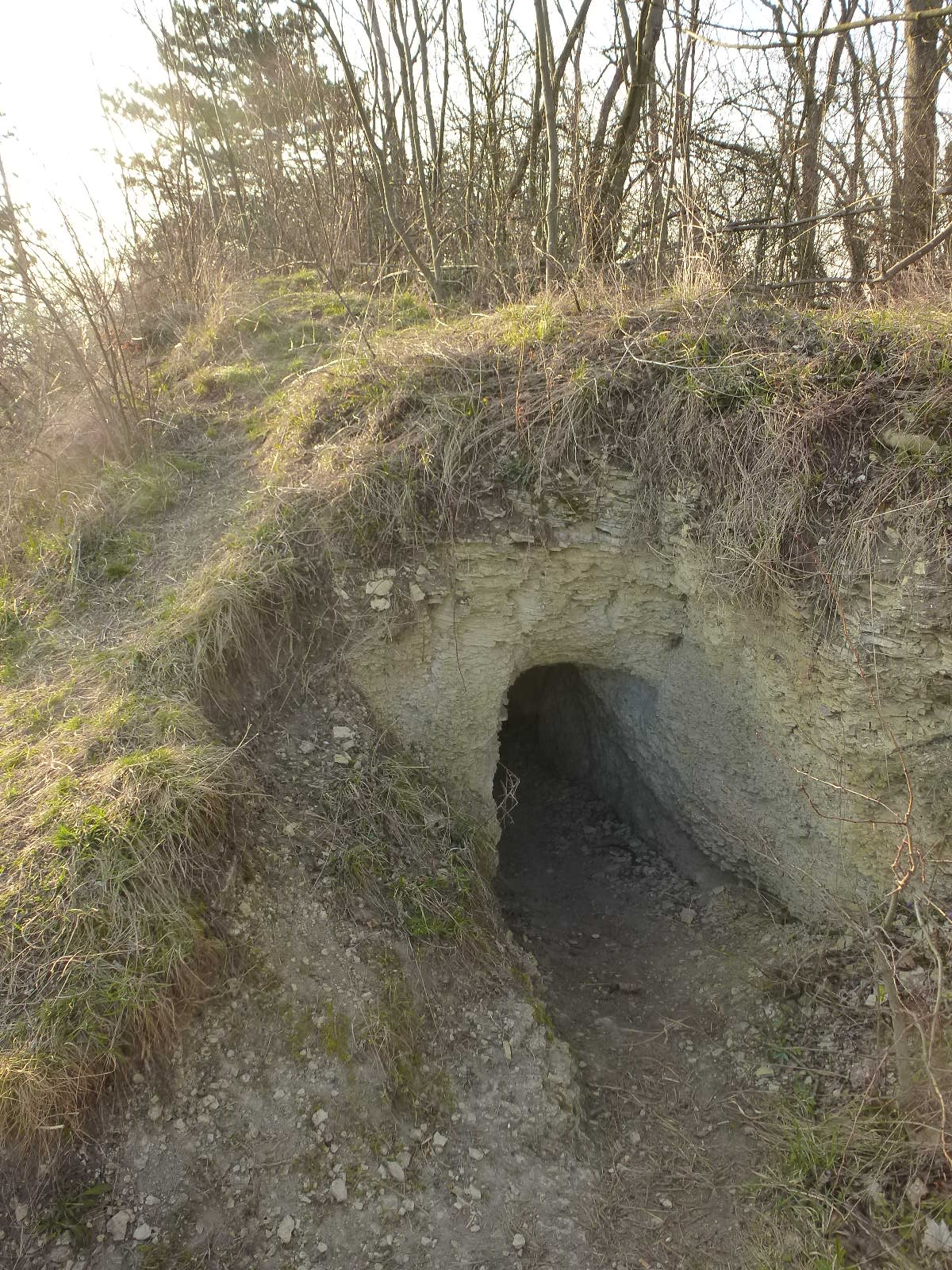
туннель в скале, сохранившийся от крепости «старый Кирхберг»

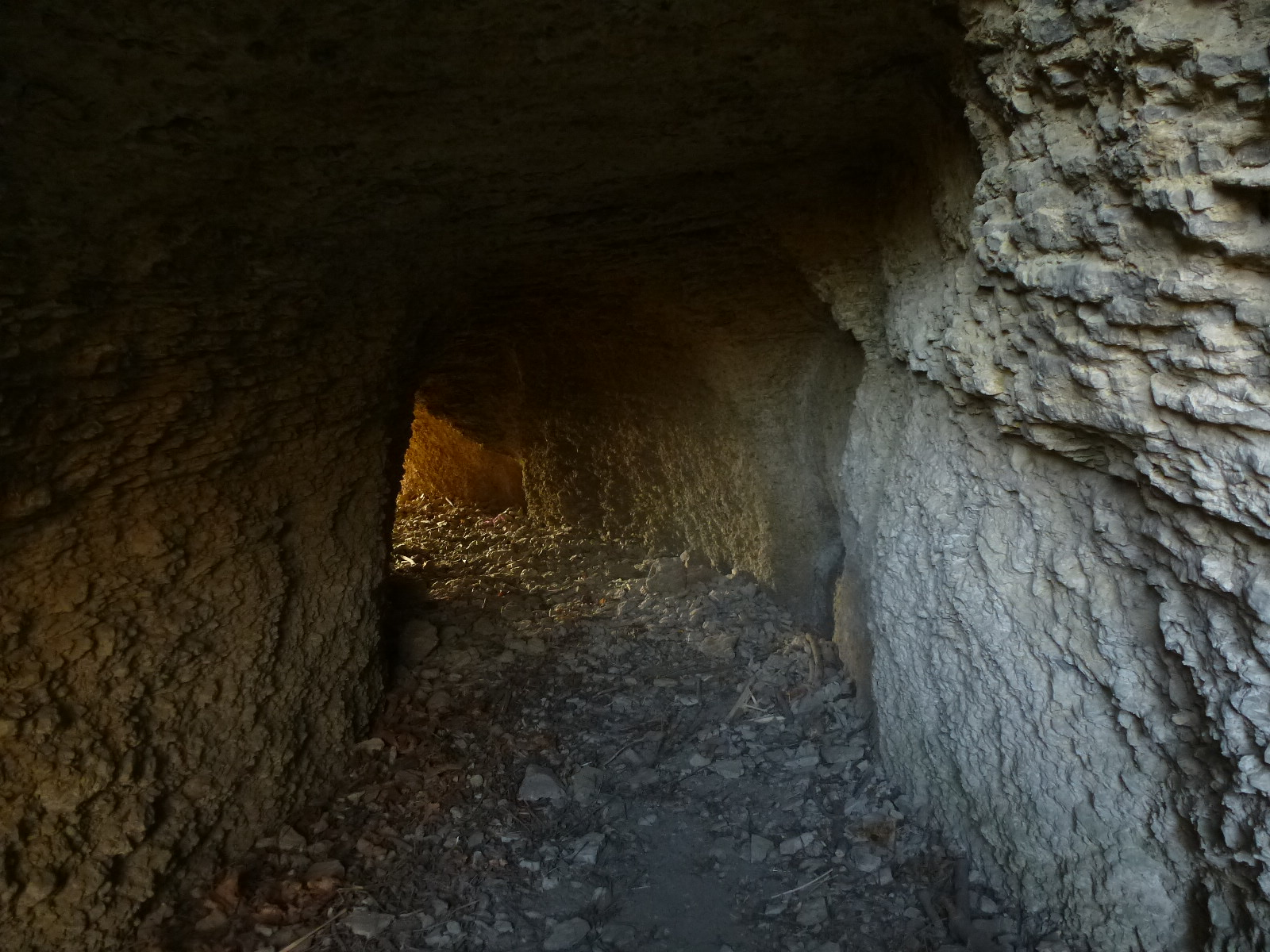
туннель крепости «старый Кирхберг»

Королевская и самая старая крепость из четырёх, первый раз упоминается в 937 г.; первая королевская крепость восточнее Заале. Вблизи неё находилась церковь (одна из первых в округе), за что крепость и получила своё название. В этой церкви с разрешения короля влиятельный епископ бамбергский праздновал в 1128 г. Пасху. За 35 лет с 974 по 1009 в Кирхберге шесть раз останавливались немецкие короли. Другим ближайшим королевским замком в этом регионе был Дорнбург. Эта старая крепость Кирхберг стояла изначально во главе большого крепостного района (Burgbezirk) посреди ещё недавно славянской, а теперь этнически смешанной территории: вопреки распространённому мнению, поселения славян в 8-12 веках простирались на запад не до Заале, а до Ильма, который течёт с юга на север через Ваймар. В начале 12 века этот королевский крепостной район был поделён между различными дворянскими династиями. Чтобы возобновить в нём королевскую власть, Конрад III создал в 1149 г. вокруг своей крепости особое бургграфство. Значение этой местности в то время для короля подтверждается и тем, что Фридрих Барбаросса купил на собственные средства в 1158 г. две соседние горы (Jenzig, Gleißberg), а в крепости Куницбург посадил своих людей. Для бургграфов, которые были родом из Капеллендорфа — где была их первая крепость, и где они основали в 1235 г. цистерцианский женский монастырь — 13 век был веком процветания. Примерно в 1200 была построена вторая бургграфская крепость Винтберг (укрепление 1), которая стала их предпочитаемой резиденцией, а когда в 1257 г. вымер род Грайфенберг (укрепление 4), то и эта крепость — уже третья из четырёх — перешла в их руки. Но королевская власть продержалась тут не более ста лет: уже в начале 1300-х король потерял своё влияние в Тюрингии, а бургграфы из его непосредственных служащих стали вассалами Веттинов — майсеновских маркграфов и ландграфов тюрингских, которым принадлежало укрепление 2.
В 1304 г. укрепление 1 и 3 были разрушены. Случилось это из-за того, что бургграф напал на эрфуртских торговцев, тем самым нарушив недавно заключённый общетюрингский мир. В ответ на это объединённое войско, состоявшее из отрядов тюрингского ландграфа из рода Веттинов (владельца укрепления 2), отрядов Лобдебургов и графов Ваймар-Орламюнде, а также городов Эрфурт, Мюльхаузен, Нордхаузен и Йена, разрушив одну бургграфскую крепость в Леэштен в нескольких километрах на северо-запад от Йены, снесло его укрепления 1 и 3 на Хаусберге. Грайфенберг (укрепелние 4) был захвачен, бургграф Отто с сыновьями бежал. Однако он примирился со всеми своими противниками в марте 1307 г. и получил руины трёх своих крепостей и нетронутый Грайфенберг обратно — всё в виде феода тюрингенского ландграфа. Но род его — вымерший в 1799 г. — от этого поражения так и не оправился: все 3 бургграфские крепости на горе уже через 50 лет одна за другой перешли во владение ландграфа. Эрфуртская хроника, законченная в 1335 г., говорит об этих событиях следующим образом:
«В 1304 г. эрфуртские горожане осадили сильным войском и взяли три чрезвычайно мощных крепости: Кирхберг, Винтберг и Грайфенберг, две из которых — Кирхберг и Винтберг — совершенно разрушили, а токже и Леэштен, который захватили раньше. Они все принадлежали бургграфу из Кирхберга, который нанёс им обиду. Однако после, когда он просил у них милости и дружбы, они вернули ему Грайфенберг».

Разрушение этих крепостей городским войском было не единственным слечаем. Так, за год до этого, в 1303 этими городами была разрушена крепость Хопфгартен между Ваймаром и Эрфуртом, затем две крепости в 1309 и 1312 гг., и в 1321 ещё две.
Примерно в то же время, когда Кирхберги приходят в упадок, Веттины вытесняют из политической жизни и Лобдебургов: они приобретают у них в 1300—1331 гг. права на Йену, в которой, возможно около 1350 г., строят средневековый замок, окружённый водой (на его месте в 1908 г. было построено главное здание университета), в 1340 г. приобретают их главную родовую крепость. После войны с графами Шварцбург (тюрингская графская война 1342—1346) они становятся бесспорными господами в округе Йены и Лобеды.
Укрепление 3 после разрушения 1304 г. так и не было восстановлено. Сейчас от него осталась каменная цистерна диаметром в 2,6 и глубиной в 2,5 метра, которая служила в средневековье мусорной ямой и в которой археологи в 1983 г. нашли множество различных предметов и костей животных. Первый раз она была исследована и засыпана в 1757, затем снова раскопана в 1903 и 1995 гг. Также сохранился выбитый в скале туннель длиной в 10,5 м. Во время исследования 1757 г. он был длиной в 28 метров (!) при максимальной ширине в 1,5 и высоте в 2 метра. Он был засыпан вместе с цистерной. От крепости сохранилась также капитель (верхняя часть колонны) 10 века, которая сейчас стоит с южной стороны кафе у Фукстурма. Второй раз это место раскапывалось в 1870 г., причём работы велись хирургом.

## Укрепление 4 — Грайфенберг
В 1987 г. на этом месте случайным образом (под корнями вывернутого дерева) были найдены различные средневековые артефакты. Раскопки 1995 г. показали, что на горе существовала и четвёртая крепость. Она находилась западнее всех остальных и была построена третьей по счёту — первый раз она упоминается в 1156 г. После неё была построена вторая бургграфская крепость Винтберг (укрепление 1), и таким образом около 1200 г. на одной горе находилось одновременно 4 крепости, что является уникальным в Тюрингии. В 1257 г. династия господ Грайфенберг вымерла, и крепость перешла во владение бургграфа. Во время войны 1304 г. (см. укрепление 3) она осталась нетронутой, в 1345 г. окончательно перешла от бургграфа к Веттинам — владельцам укрепления 2. Поскольку в ней нужды больше не было, а она требовала больших расходов на содержание, то ей перестали пользоваться, и она пришла в запустение.